# Filmarchiv Austria
Das Filmarchiv Austria ist eine Organisation zur Auffindung, Rekonstruierung und Aufbewahrung österreichischer Filmdokumente – seien es Filme, Literatur über Kino und Film, oder Filmzeitschriften. Mit über 260.000 Filmtiteln, 2.000.000 Fotos und Film-Stills, 48.000 Filmprogrammen, 16.000 Plakaten, 30.000 Büchern, einer umfangreichen Geräte-, Dokumente- und Kostümesammlung ist es die größte derartige Einrichtung in Österreich.
An der Erweiterung des Filmbestandes – von Werbeaufnahmen über experimentelle Arbeiten bis zu Spielfilmen sind alle Genres vertreten – wird durch gezielte Recherchen ständig gearbeitet. Von den weltweit erhaltenen österreichischen Produktionen vor 1945 werden über 95 Prozent im Filmarchiv Austria aufbewahrt. Damit ist das Filmarchiv Austria die bedeutendste Sammlung zum österreichischen Filmerbe. Das Filmarchiv Austria ist Mitglied der Fédération Internationale des Archives du Film (FIAF).

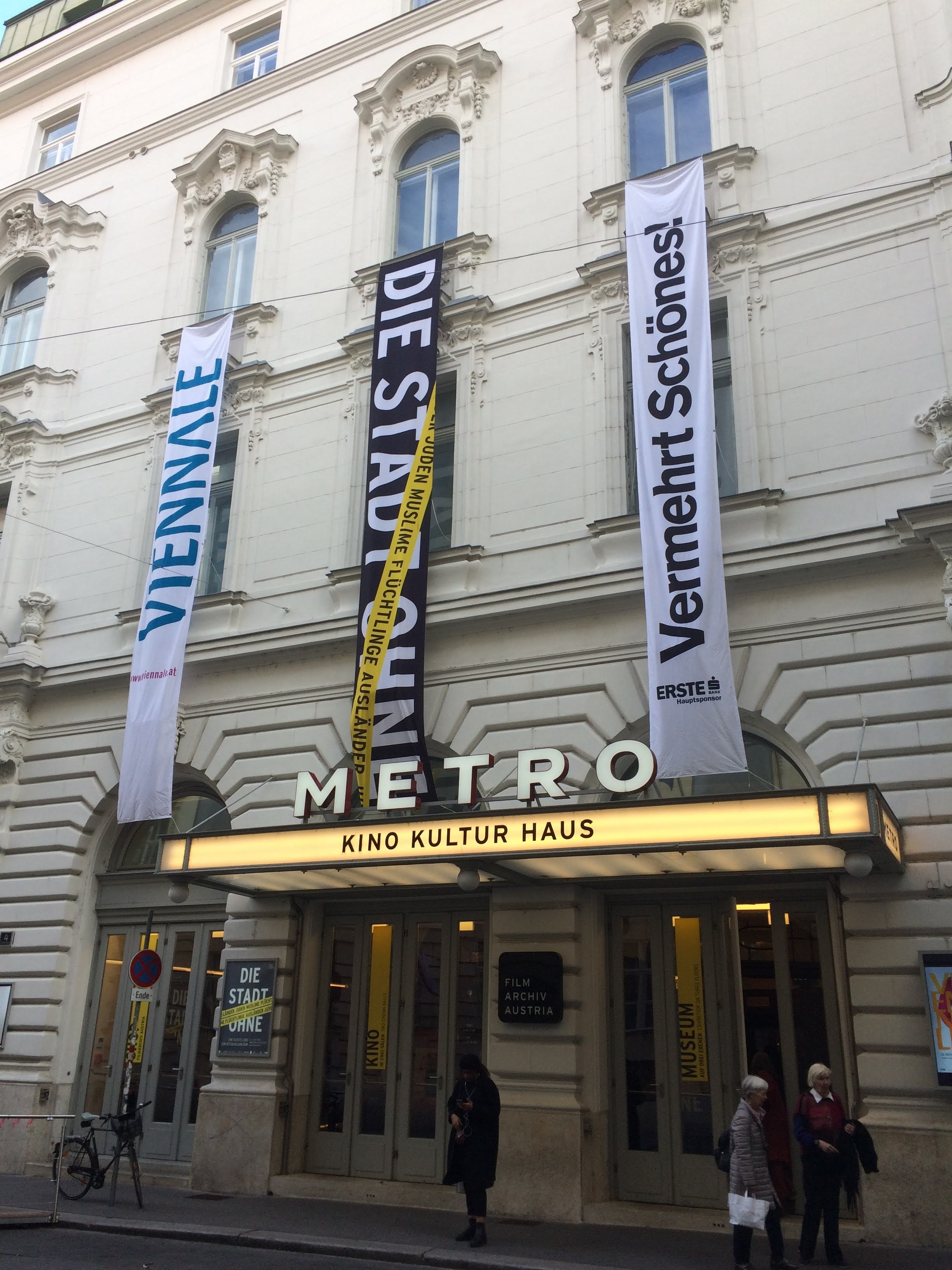
Das Metro Kinokulturhaus des Filmarchiv Austria in der Wiener Innenstadt

## Aktivitäten
Neben der klassischen Aufgabe eines Filmarchivs, dem Sammeln und Bewahren von Filmaufnahmen, legt das Filmarchiv Austria wie die meisten großen Filmarchive heutzutage Wert auf regelmäßige Vorführung seiner Arbeit – etwa in Retrospektiven, Filmvorführungen und Filmfestivals. In einem öffentlich zugänglichen Studienzentrum am Standort des Filmdokumentationszentrums in der Oberen Augartenstraße 1 wird Interessierten zudem Einblick in die Österreichische Filmgeschichte gewährt. Dort sind unter anderem über 20.000 Kopien österreichischer Filme auf Video und DVD vorhanden.
Bei der Suche und Restaurierung österreichischer Filme arbeitet das Filmarchiv Austria eng mit Filminstituten und -archiven auf der ganzen Welt zusammen. So konnten zahlreiche als verschollen gegoltene Filme aufgespürt werden und sogar Langspielfilme, die häufig nur teilweise in brauchbarer Qualität in verschiedenen Ländern und verschiedenen Fassungen vorhanden waren, Stück für Stück bis nahe an die ursprüngliche Länge zusammengetragen werden. Darunter die ersten österreichischen Filmproduktionen der Saturn-Film oder der älteste überlieferte österreichische Spielfilm Der Müller und sein Kind. Mit Orlac’s Hände, Der Rosenkavalier (1926) und Die Sklavenkönigin seien einige Beispiele für sehenswerte Filmklassiker genannt, die ohne der Arbeit des Filmarchivs Austria nicht lückenlos und für die Öffentlichkeit zugänglich vorhanden wären.
Für die ursprünglich 50-teilige, mittlerweile auf über 350 Folgen angewachsene DVD-Serie Der österreichische Film zeichnete das Filmarchiv Austria gemeinsam mit der Standard-Filmredaktion für die Auswahl der Filme verantwortlich.

## Geschichte
Im Jahr 1929 initiierte der Direktor der Theatersammlung der Österreichischen Nationalbibliothek, Joseph Gregor, ein „Archiv für Filmkunde“, in dem zahlreiche filmrelevante Objekte und Dokumente gesammelt wurden. 1934 gegründete Viktor Matejka die „Gesellschaft der Filmfreunde“, die 1945 zu einem Zentrum von Filmkulturarbeit avanciert. Ludwig Gesek, der 1949 die Zeitschrift „Filmkunst“ ins Leben rief, gründet gemeinsam mit Adolf Hübl und Roman Herle „Österreichische filmwissenschaftliche Gesellschaft“, die später in „Österreichische Gesellschaft für Filmwissenschaft“ umbenannt wird, und als Basis wissenschaftlicher Filmforschung fungiert.
Die Forderung nach einem Filmarchiv für Österreich wird erstmals bei der „Ersten Internationalen filmwissenschaftlichen Woche“ in Wien am 3. Juni 1954 laut. Die Gründung einer solchen Institution wird am 30. Juni vom Vorstand der „Österreichischen Gesellschaft für Filmwissenschaft“ beschlossen und beim folgenden FIAF-Kongress in Lausanne im Oktober besprochen.
Am 17. Oktober 1955 wird das Österreichische Filmarchiv (ÖFA) offiziell als Verein konstituiert. Gründungsmitglieder waren die „Bundesstaatliche Hauptstelle für Lichtbild und Bildungsfilm“ (SHB), die Österreichische Nationalbibliothek, die „Österreichische Gesellschaft für Filmwissenschaft“, die „Gesellschaft der Filmfreunde Österreichs“ und das „Volksbildungshaus Wiener Urania“. Ludwig Gesek wird erster Geschäftsführer, als Präsident fungiert Joseph Gregor. Das ÖFA etabliert sich als Sammelstätte für Spiel-, Dokumentar- und Wochenschaufilme und damit verbundenen Materialien. Am 9. Oktober 1956 wird das Filmarchiv Vollmitglied der FIAF, und am 19. November erfolgt die erste Filmvorführung des ÖFA in der Albertina.
Die erste Rekonstruktion mit Filmmaterial des ÖFA erfolgte 1961 und war Der Rosenkavalier aus dem Jahre 1926. Zwei Jahre später wird die erste Viennale-Retrospektive („Festival der Heiterkeit“) in der Urania organisiert und 1964 werden dem in der Gründung befindlichen Österreichischen Filmmuseum für Vorführungen Filme zur Verfügung. 1965 wird mit dem Umkopieren der leicht entzünd- und zersetzbaren Nitrofilme auf Sicherheitsfilm begonnen, welche noch bis in die 1950er-Jahre verwendet wurden. Seit dem Jahr 1968 befinden sich die verschiedenen Filmlager in Laxenburg südlich von Wien. So wurden am Rand des Schlossparks Räumlichkeiten angemietet und für die Filmsammlungen und deren Bearbeitung eingerichtet. Seit 1971 wurden auch ein extra Lager in einem Bunker für Nitrofilme gelagert. Im ehemaligen Forsthaus wurde ebenfalls ein kleines Lager eingerichtet, wo aber im August 1974 die Nitrofilme Feuer fingen und das Forsthaus in Brand steckten.
1968 wurden neue Büroräumlichkeiten in der Rauhensteingasse 5 in der Wiener Innenstadt bezogen. Im selben Jahr wurde nach langer Suche ein Areal in Laxenburg als zentrale Filmlagerstätte des ÖFA ausgewählt. Der Baubeginn erfolgte 1969. Im Alten Schloss von Laxenburg werden 1970 Räumlichkeiten übernommen und renoviert, die seither zu Ausstellungszwecken sowie als Film- und Dokumentationslager genutzt werden können. Im Rahmen der Eröffnungsausstellung 1971 erfolgt auch eine Retrospektive mit dem Titel „Wien-Berlin-Hollywood – Richard Oswald“. Auch die Filmlageranlagen können in diesem Jahr in Betrieb genommen werden. Ein Jahr später wurde dort auch das erste Nitrofilmlager Österreichs eröffnet.

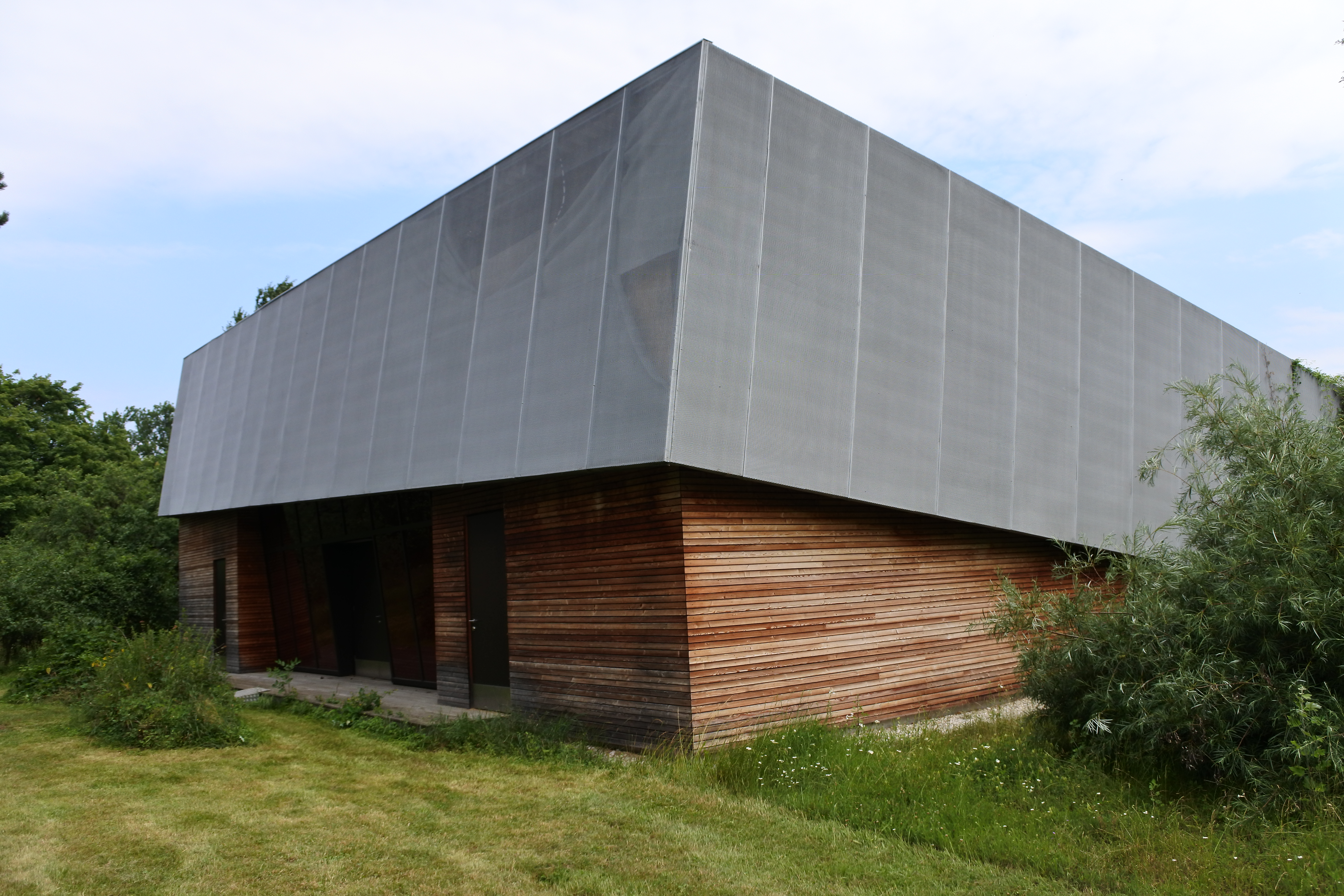
Das Nitrofilmdepot des Filmarchiv Austria in Laxenburg

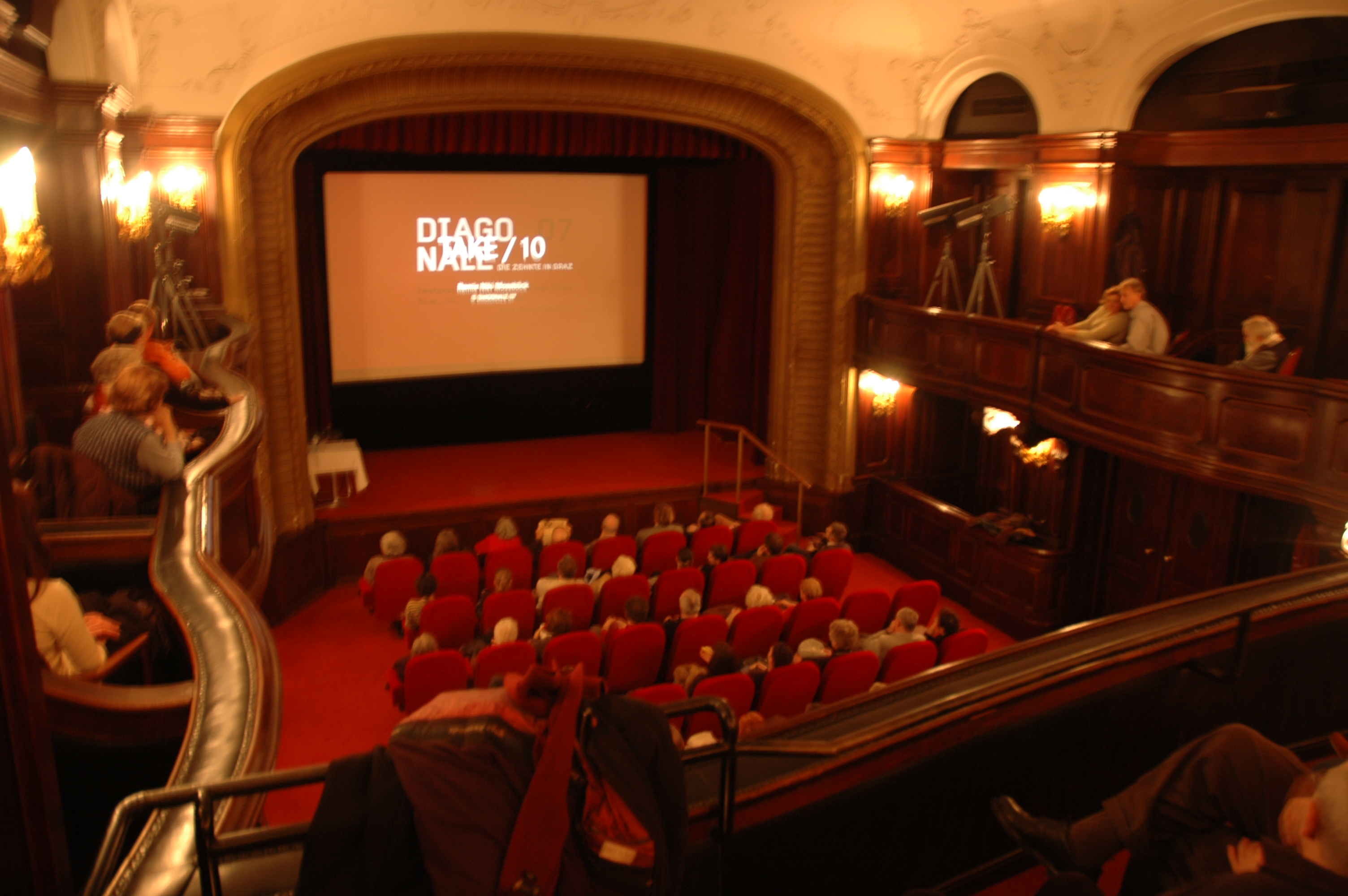
Das Metro Kino, einst ein Theater, in der Innenansicht.

Im Jahr 1980 wurde Walter Fritz neuer Geschäftsführer des ÖFA. 1984 wurde ein FIAF-Kongress in Wien und Laxenburg abgehalten. 1990 folgte ein internationales Symposium mit dem Titel „Das audiovisuelle Gedächtnis. Filmarchive in unserer Gesellschaft“ in Wien. 1996 folgte Ernst Kieninger Walter Fritz als Geschäftsführer nach. 1997 wurde das „Österreichische Filmarchiv“ in „Filmarchiv Austria“ umbenannt und der neue Hauptstandort „Audiovisuelles Zentrum Wien-Augarten“ als zentrale Sammel-, Dokumentations- und Servicestelle für Filme in Österreich begründet.
1997 wurde die „Austria Wochenschau“ Teil des Filmarchiv Austria. Große internationale Recherche- und Repatriierungsprojekte zur Auffindung und Rückholung österreichischer Filme werden in internationalen Partnerarchiven begonnen. Im selben Jahr startete auch die Video-Edition „Österreich in historischen Filmdokumenten“ und die erste Sommerkino-Retrospektive („Laurel & Hardy“) im Augarten mit Kinozelt und Open Air im Garten des Filmarchivs.
Die erste Publikation des Filmarchivs erschien 1999 und trug den Titel Elektrische Schatten. 2001 wurde das Filmdokumentationszentrum Teil des Filmarchiv Austria. 2001 erfolgte der Abschluss eines langfristigen Kooperationsvertrags zwischen dem Filmarchiv Austria und dem ORF. Im selben Jahr wurden erstmals über 50.000 Besucher bei den Filmvorführungen des Filmarchivs gezählt. Das Metro Kino wurde 2002 als neue eigene Spielstätte mit ganzjähriger Vollprogrammierung übernommen. Im selben Jahr erfolgt die Gründung der Zeitschrift filmarchiv. Das Filmarchiv-Studienzentrum wurde im Audiovisuellen Zentrum Wien-Augarten eingerichtet. Ein Jahr später wurde das Studiokino Augarten in Betrieb genommen. Die Präsentationsreihe „Faszination Filmarchivierung“ wurde 2003 im Metro Kino gestartet. Im Mai dieses Jahres erfolgte die Grundsteinlegung für das neue Zentralfilmarchiv Laxenburg, welches 2004 als modernstes Filmdepot Österreichs eröffnet werden konnte. In diesem Jahr wurde auch der „Verlag Filmarchiv Austria“ gegründet, in dessen Sortiment sich bereits zum Start über 100 Publikationen, Videos und DVDs befanden.
2005 wurden „50 Jahre Filmarchiv“ mit Spezialprogrammen zur österreichischen Filmgeschichte im Metro Kino und zahlreichen Sonderveranstaltungen gefeiert und das erste Prater Filmfestival wurde auf der Kaiserwiese vor dem Riesenrad als Hommage an die Anfänge des Kinos in Österreich organisiert und durchgeführt.
Im Jahr 2010 wurde ein neues Nitrofilmlager in Betrieb genommen, das vollkommen aus Holz aufgebaut wurde und auch energietechnisch unabhängig ist. Dieses Lager bietet bei 250 m² Nutzfläche Platz für 70.000 Filme. Dabei handelt es sich um die ältesten Filme in Österreich ab 1895.
Im Dezember 2012 wurde die Initiative „Filmschatz Österreich“ vorgestellt. Das Filmarchiv hat einige frühe Nachkriegsfilme restauriert. Finanziert wurde das Projekt vom Rechteinhaber Bank Austria und dem ORF. Die ersten Filme wurden im Dezember 2012 in ORF III ausgestrahlt: Das andere Leben aus dem Jahr 1948 von Rudolf Steinboeck mit Aglaja Schmid, Erni Mangold und Vilma Degischer, Gottes Engel sind überall aus dem Jahr 1947 von Hans Thimig mit Attila Hörbiger und Susi Nicoletti sowie Maresi aus dem Jahr 1948 von Hans Thimig mit Attila Hörbiger und Maria Schell in ihrer ersten Filmrolle. Für 2013 ist die Ausstrahlung weiterer Filme angekündigt.
2018 wurde der Jurist und ehemalige Politiker Wolfgang Brandstetter als Nachfolger von Hans Peter Blechinger Präsident des Filmarchiv Austria. Blechinger hatte diese Funktion zuvor 22 Jahre lang inne.
Anlässlich des 70-jährigen Bestehens stellte das Filmarchiv Anfang 2025 in der Mediathek Filmarchiv ON historische Filmdokumente online. Im April 2025 wurde Marlene Ropac als Nachfolgerin von  Wolfgang Brandstetter zur Präsidentin des Vereins gewählt.

## Filmdokumentationszentrum

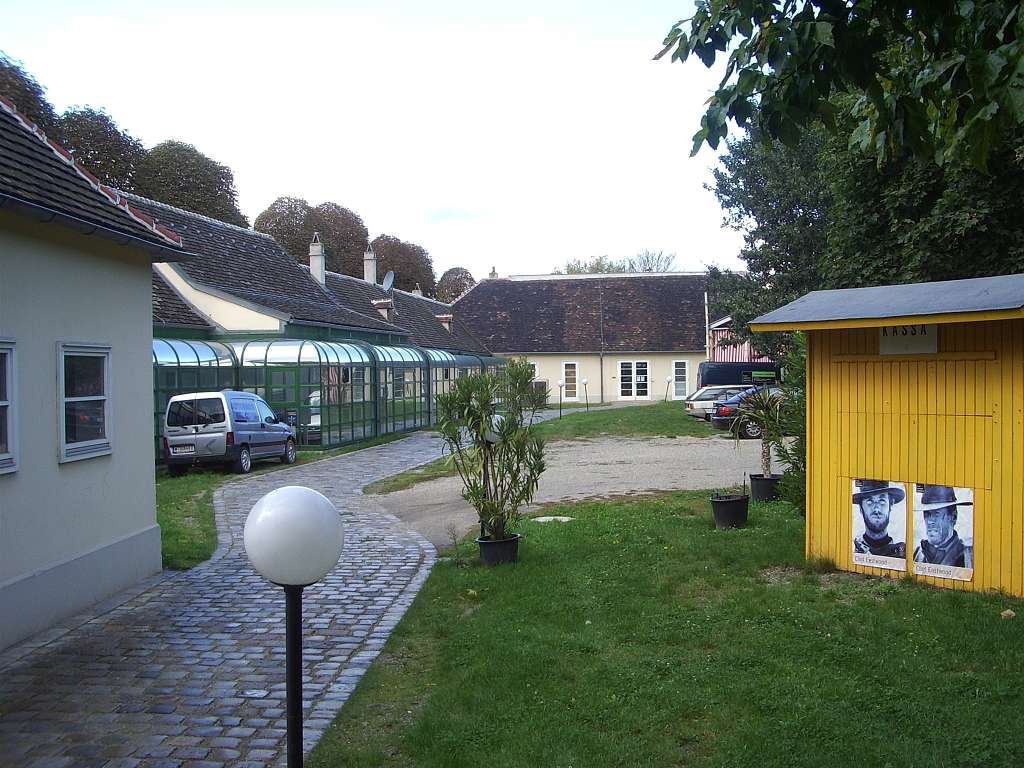
Das Filmdokumentationszentrum im Augarten

Das 1965 von Herbert Holba und Peter Spiegel gegründete Filmdokumentationszentrum war 2001, dem Jahr der Eingliederung in das Filmarchiv Austria als eigene Großabteilung, die größte Privatsammlung von Filmfotos, Programmen, Videos und Filmdokumenten in Österreich. Es geht auf eine bereits 1945 begonnene Sammlung der beiden Gründer zurück.

## Sammlungen
Die Sammlungen des Filmarchiv Austria können die österreichische Kultur- und Zeitgeschichte repräsentativ dokumentieren. Die ältesten erhaltenen Titel sind die Wien-Aufnahmen der Gebrüder Lumière aus dem Jahr 1896. Die älteste erhaltene österreichische Filmproduktion ist die Dokumentation „Der Kaiserbesuch in Braunau/Inn“ aus dem Jahr 1903, aufgenommen vom Wanderkinobesitzer Johann Bläser.
Einige der Sammlungen im Besitz des Filmarchiv Austria:
- „Goldstaub-Bestand“ – bedeutendste Sammlung zur Frühgeschichte des Kinos, eine extensive Kollektion mit Filmdokumenten aus der Monarchiezeit
- Sammlung Reinthaler – Österreichs größter Bestand zum Kino der 1910er-Jahre
- Sammlung Köfinger – Tourismusfilme aus der Stummfilmzeit
- mehrere nahezu vollständige Wochenschau-Bestände ab den 1930er-Jahren
- Archiv der Austria Wochenschau

## Retrospektiven
Seit 1971 stellt das Filmarchiv Austria für die Öffentlichkeit regelmäßig Retrospektiven, häufig begleitet von Ausstellungen, zusammen. Folgend eine Auswahl bisheriger Retrospektiven:
- 1963: Festival der Heiterkeit über die Viennale (Urania, Wien)
- 1971: Wien-Berlin-Hollywood – Richard Oswald (Altes Schloss, Laxenburg)
- 1972: G.W. Pabst (Altes Schloss, Laxenburg)
- 1973: Hans Moser (Altes Schloss, Laxenburg).
- 1974: King of Musical – Fred Astaire (Altes Schloss, Laxenburg)
- 1974: Retrospektive des österreichischen Films in der Cinémathèque française, Paris
- 1998: G.W. Pabst (Augarten, Wien)
- 1998: Laurel & Hardy (Augarten, Wien)
- 1999: Otto Preminger (Imperial Kino, Wien)
- 2006: Louise Brooks (Metro Kino, Wien)
- 2017: Werner Herzog (Metro Kino, Wien)